# Alfred Ander
Pour les articles homonymes, voir Ander (homonymie).
Johan Alfred Andersson Ander, né le 27 novembre 1873 sur l'île de Ljusterö dans l'archipel de Stockholm, guillotiné le 23 novembre 1910 à la prison de Långholmen à Stockholm, est à ce jour le dernier condamné à mort à avoir été exécuté en Suède. Il est aussi dans ce pays la seule personne à avoir été guillotinée.

## Biographie
Alfred Ander effectue son service militaire pendant les années 1893-1894 au régiment d'artillerie de Vaxholm près de Stockholm. Dans les années qui suivent, il se lance dans la restauration, devenant gérant de divers établissements qui sont autant d'échecs. Ses déboires seraient, d'après les documents de l'époque, principalement dus à une consommation immodérée d'alcool. Avec son épouse Julia Charlotta, il tient après 1894 des restaurants à Strängnäs (1898) et à Helsinki (1903). Après le tournant du siècle, il est arrêté à plusieurs reprises pour diverses effractions et est même un temps en cavale. En 1909, il s'installe chez ses parents à Karlsudd en compagnie de Julia Charlotta. Cette dernière affirmera plus tard qu'il l'a, à plusieurs reprises, frappée alors qu'il se trouvait en état d'ébriété et qu'elle a alors craint pour sa vie.

## Le crime
Le 5 janvier 1910, Alfred Ander dévalise le bureau de change Gerells Växelkontor situé au numéro 2 de la rue Malmtorgsgatan à Stockholm, un crime qu'il n'avouera jamais. La caissière, Viktoria Hellsten, qui est sauvagement agressée pendant l'attaque, décède peu après. Alfred Ander s'empare d'un peu plus de 5 000 couronnes. C'est ce butin qui permet ensuite de le confondre, des taches de sang étant retrouvées sur certains billets. L'arme du crime, une balance romaine, permet également de remonter jusqu'à lui. À 10 h 30, un livreur de charbon découvre Viktoria Hellsten allongée sur le sol du bureau de change, une plaie sanglante à la tête. Elle est inconsciente et décède une heure plus tard à l'hôpital. Le butin, du sang, une photographie et des papiers d'identité appartenant à Alfred Ander sont retrouvés dans un coffre qu'il a lui-même déposé à l'hôtel Temperance.

## Procès et exécution

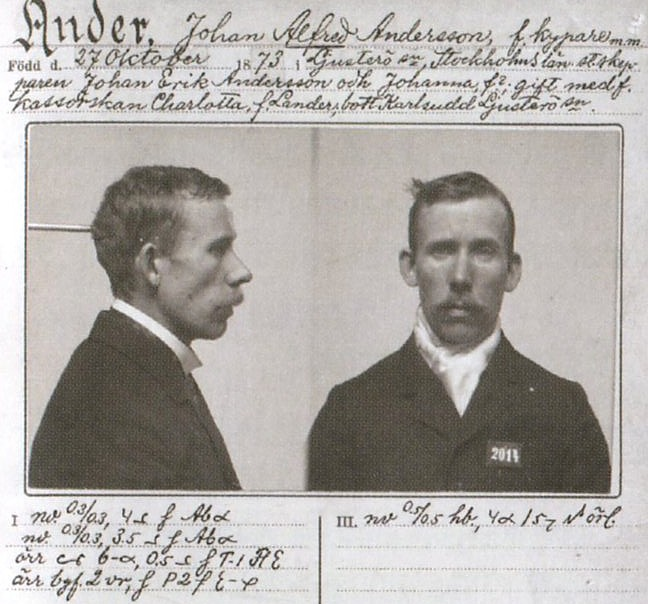
Alfred Ander en 1910

Alfred Ander et son épouse sont interpellés le soir même. Aucune charge n'est finalement retenue contre Julia Charlotta, qui est libérée le jour suivant. Le 14 mai 1910, Alfred Ander est condamné à mort pour meurtre (et pour vol avec récidive), peine dont il va faire appel auprès de toutes les instances. Ses appels, y compris auprès de la cour suprême, sont toutefois tous rejetés, et l'exécution est fixée au 23 novembre 1910 à 08 h 00 du matin. Le bourreau Albert Gustaf Dahlman fait tomber le couperet à 08 h 06. Alfred Ander devient ainsi le dernier condamné à mort à avoir été exécuté en Suède, et le seul à avoir été guillotiné. Son exécution relance en effet le débat sur la peine capitale, et toutes les personnes condamnées à mort dans les années qui suivent verront leur peine commuée en réclusion à perpétuité. La peine de mort est finalement abolie en Suède en 1921. La guillotine qui a servi à l'exécution d'Alfred Ander, de fabrication française, est conservée depuis 1975 au Musée Nordique à Stockholm.

## Crédits
- (sv) Cet article est partiellement ou en totalité issu de l’article de Wikipédia en suédois intitulé « Alfred Ander » (voir la liste des auteurs).